# Louise Courteau Éditrice
Pour les articles homonymes, voir Courteau.
Louise Courteau Éditrice est une maison d'édition québécoise fondée en 1981 par Louise Courteau. Elle publie, entre autres, dans les domaines du développement personnel, de la psychologie et de la santé. Le catalogue des ouvrages publiés de 1981 à 2013 compte plusieurs dizaines de titres,.

## La Bonne chanson
Louise Courteau a notamment acquis en 1991 les droits d’impression et de diffusion de La Bonne Chanson,,, ces textes de l’abbé Charles-Émile Gadbois qui étaient chantés dans toutes les chaumières du Québec durant les années 1930 à 1950. 
« Toutes les familles possédaient au moins un album de La Bonne Chanson et plusieurs partitions puisque entre 1936 jusqu'au début des années 1950, il s'est vendu au Québec, en Ontario et à l'étranger pas moins de 125 millions de musique en feuille. L'abbé Gadbois a fait chanter la population de langue française du Québec, de l'Ontario, de la Nouvelle-Angleterre et dans plus de douze autres pays », écrit Marie Laurier dans Le Devoir en 1993. (...) « Témoin privilégié de l'âge d'or de La Bonne Chanson, une époque peut-être révolue qui n'en continue pas moins de faire son petit bonhomme de chemin par les soins de l'éditrice Louise Courteau, qui a en acquis les droits d'impression et de diffusion », poursuit la journaliste du Devoir.
« Beaucoup de Québécoises et de Québécois ont grandi avec les airs de La Bonne Chanson et aujourd'hui encore, plusieurs mélodies telles que Partons la mer est belle, C'est l'aviron qui nous mène ou encore V'là l'bon vent leur reviennent en mémoire, écrit Louise Courteau sur son site Web »,.

## Auteurs publiés
- Christian Cotten
- David Icke
- Zecharia Sitchin
- Louis de Brouwer
- André Moreau
- Judy Zebra Knight
- Henri Prémont
- Louise de Gonzague Pelletier
- Bertrand Vac
- Bernard Anton
- Paul-Émile Roy